# Muehlenbeckia zippelii
Muehlenbeckia zippelii är en slideväxtart som först beskrevs av Meissn., och fick sitt nu gällande namn av Danser. Muehlenbeckia zippelii ingår i släktet sliderankor, och familjen slideväxter. Inga underarter finns listade i Catalogue of Life.